# Waisi
Le waisi est un dialecte  mongol oïrate parlé dans le comté de Henan, situé dans la province du Qinghai, en Chine.

## Phonologie
Les tableaux présentent les phonèmes du waisi, les voyelles et les consonnes.

### Voyelles
|         | Antérieure | Centrale | Postérieure |
| ------- | ---------- | -------- | ----------- |
| Fermée  | i [i]      | ʉ [ʉ]    | u [u]       |
| Moyenne | e [e]      |          | ø [ø] o [o] |
| Ouverte | ɛ [ɛ]      | a [a]    |             |

Les voyelles peuvent être longues, à l'exception de [ʉ], mais on trouve une voyelle longue [yː].

### Consonnes
|               |               | Bilabiale | Dentale | Latérale | Palatale    | Vélaire | Uvulaire |
| ------------- | ------------- | --------- | ------- | -------- | ----------- | ------- | -------- |
| Occlusives    | Sourdes       |           | t [t]   |          |             | k [k]   |          |
| Occlusives    | Sonore        |           | d [d]   |          |             | g [g]   |          |
| Fricatives    | Sourde        |           | s [s]   |          | ʃ [ʃ] ç [ç] |         | χ [χ]    |
| Fricatives    | Sonore        | β [β]     |         |          |             |         | ʁ [ʁ]    |
| Affriquées    | Sourdes       |           | ts [t͡s] |          | tʃ [t͡ʃ]     |         |          |
| Affriquées    | Sonore        |           | dz [d͡z] |          | ʤ [d͡ʒ]      |         |          |
| Nasales       | Nasales       | m [m]     | n [n]   |          |             | ŋ [ŋ]   |          |
| Liquides      | Liquides      |           | r [r]   | l [l]    |             |         |          |
| Semi-voyelles | Semi-voyelles |           |         |          | j [j]       |         |          |

## Phonétique historique
le tableau montre les particularités du waisi par rapport au mongol littéraire de Chine.
| français                  | waisi  | mongol littéraire |
| ------------------------- | ------ | ----------------- |
| oiseau                    | çʊβʊː  | ᠰᠢᠪᠠᠭᠤ sibaγu     |
| hache                     | sʉk    | ᠰᠦᠬᠡ süke         |
| sorte de boucle d'oreille | syːk   | ᠰᠦᠢᠬᠡ süike       |
| à pied                    | jaβʁan | ᠶᠠᠪᠠᠭᠠᠨ yabaγan   |
| terre                     | ʁaʣar  | ᠬᠠᠵᠠᠷ γajar       |
| agneau                    | χʊraʁ  | ᠬᠤᠷᠠᠭ᠎ᠠ quraγ-a    |
| âgé                       | køgʃin | ᠬᠥᠭᠰᠢᠨ kögsin     |
| gros, épais               | βʉdiː  | ᠪᠦᠳᠦᠭᠦᠨ᠋ büdügün   |
| bois de chauffage         | tʉleː  | ᠳᠦᠯᠡᠭᠡ tülege     |